# Ejército de Liberación Nacional Libio
El Ejército de Liberación Nacional Libio (en árabe: جيش التحرير الوطني الليبي‎ transliteración: jaysh al-taḥrīr al-waṭanī al-lībī) fue una organización militar asociada al Consejo Nacional de Transición constituida durante la rebelión en Libia de 2011 por personal militar desertor del Ejército Libio y voluntarios civiles (manifestantes armados) con el fin de participar en la guerra contra los restantes miembros de las Fuerzas Armadas de Libia y fuerzas paramilitares leales a Muamar el Gadafi. Sus fuerzas se sitúan en las porciones del este de Libia controladas por las fuerzas opositoras a Gadafi para combatir a las fuerzas leales a Gadafi. Han luchado por el control de Bengasi, Misurata, Brega, Ajdabiya, Ben Yauad, y Ras Lanuf y otras ciudades y se afirma que había 8000 soldados en Bengasi equipados con una cantidad considerable de armas capturadas en los depósitos abandonados por el Ejército Libio, incluyendo fusiles AK-47 y FN FAL, lanzacohetes RPG-7, artillería autopropulsada, armas antiaéreas e incluso algunos tanques. Después de la Batalla de Trípoli, el Ejército de Liberación Nacional Libio se integra en el Ejército de Libia ya que el mando de este ha pasado a manos del nuevo gobierno, el Consejo Nacional de Transición.

## Proveedores
- Catar - Catar está suministrando a los rebeldes varios tipos de armas que incluyen misiles antitanque MILAN y fusiles de asalto AK-47 (se estima que ya han llegado a los rebeldes hasta 400 fusiles). Catar también suministró a los rebeldes trajes de camuflaje y chalecos antibalas.[6][7]
- Estados Unidos - Estados Unidos se está moviendo para proporcionar a los rebeldes 25 millones de dólares en suministros médicos, radios y otra ayuda que no incluye armas según dijo la Secretaria de Estado Hillary Clinton.[8]
- Reino Unido - El Reino Unido ha suminstrado a las fuerzas rebeldes chalecos antibalas y equipos de comunicaciones para establecer una estructura de mando central y una fuerza más organizada.

## Acusaciones / crímenes de guerra
El grupo a pesar de describirse como un cuerpo armado formado por voluntarios civiles y desertores de las fuerzas de seguridad libia , analistas políticos , simpatizantes al régimen libio , activistas y sectores contrarios al movimiento anti-gaddafista calificaron al grupo como una organización terrorista formada en base mercenarios provenientes del exterior , subordinados a países extranjeros creadores de la revuelta quienes veían al régimen de Gaddafi como un obstáculo a sus intereses expansionistas en el país , recurriendo a una supuesta  rebelión armada popular  para cumplir esta misión.No tardaron el salir vía Internet reportes bien detallados quienes sostenían fuertemente esta acusación , aunque penas se le tomó en cuenta debido al aplastante apoyo mediático que recibían la rebelión y sus partidarios.
Poco después de terminar la guerra los grupos armados desataron una brutal represión contra aquel quien se describiera como partidario a Gaddafi, sean civiles , militares o insurgentes todos eran tomados en cuenta como una posible amenaza. Aunque el número exacto de personas , encarceladas, desaparecidas o asesinadas en este hecho aun es desconocida , los que pudieron salvarse no les quedó de otra que escapar del país o en cambio otros se refugiaron en la clandestinidad, algunos quienes tomaron el camino de la clandestinidad formaron células insurgentes para combatir las fuerzas del nuevo régimen libio.
En el transcurso de la guerra los actos de crímenes de lesa humanidad contra prisioneros de guerra y civiles partidarios al gaddafismo, eran muy frecuentes llegando al grado de que algunos vídeos de torturas y ejecuciones fueron a parar a las redes sociales, pero la coalición internacional de países partidarios a la rebelión y hasta los medios informativos prácticamente lo pasaron por alto posiblemente como medida para evitar descontento internacional que afecte a la rebelión.

## Equipamiento

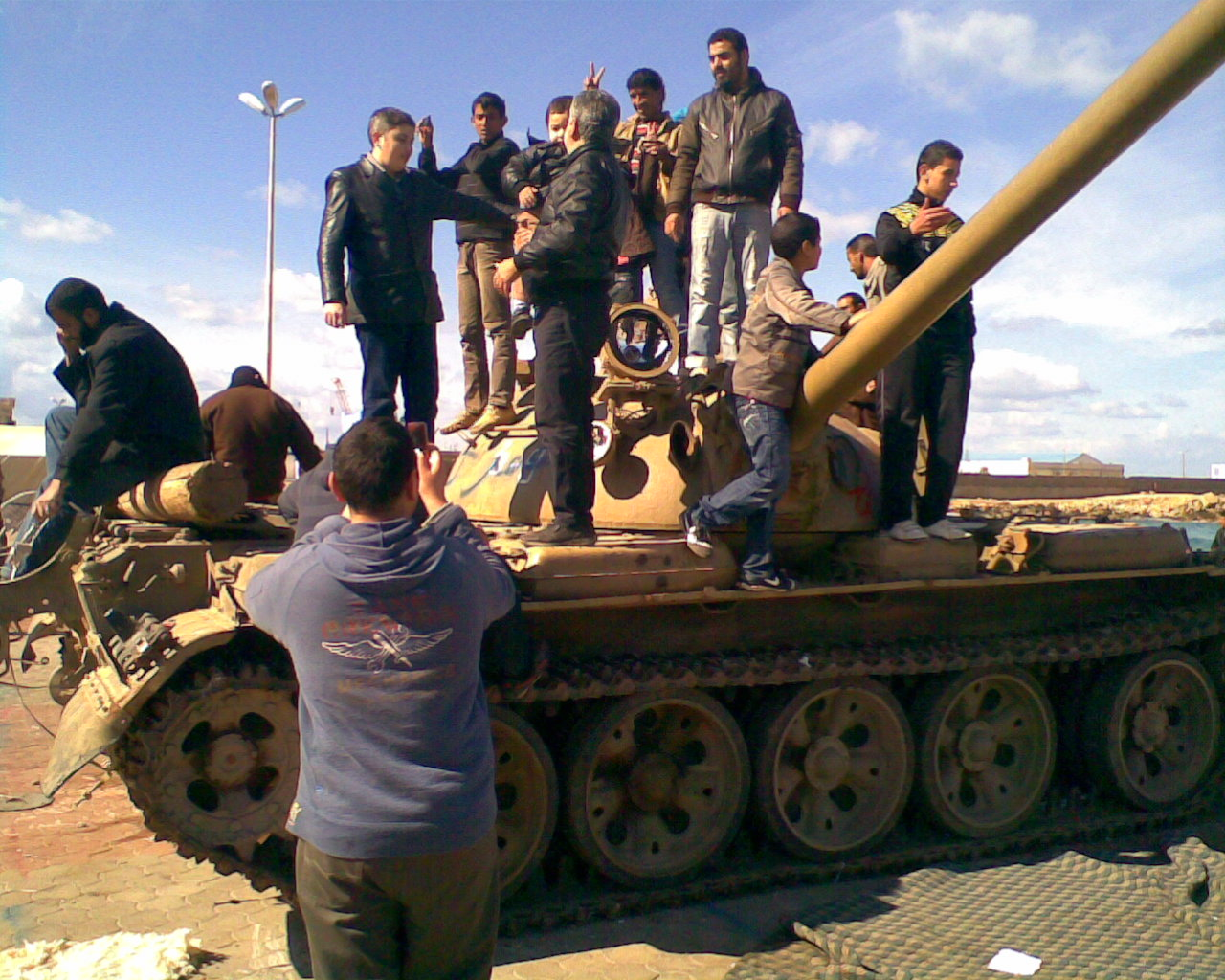
Civiles sobre un tanque T-55 en Bengasi.

El equipamiento letal del Ejército Libio Libre provenía principalmente del exterior, suministrado por terceros países como Catar y Egipto algunos recurrían al mercado negro. Aunque en principio se había dicho que la gran parte de armamento era capturado por almacenes de las Fuerzas Armadas Libias solo a mediados del conflicto fue que empezaron a capturar armamento de dicho lugar, los paramilitares también tomaron en su poder armamento variado suministrado por desertores de las fuerzas de seguridad libias.

### Camuflaje
Catar ha suministrado ropa de camuflaje desértico. Se han visto rebeldes en Ajdabiya vistiendo estos uniformes.

### Armamento

#### Pistolas
- Tokarev TT-33
- Makarov PM
- Browning Hi-Power
- Caracal

#### Escopetas
- Remington Spartan 310, escopeta de dos cañones
- Molot Bekas-M, semiautomática
- Beretta AL391, semiautomática

#### Subfusiles
- MAT-49
- Sterling
- Beretta M12

#### Fusiles de cerrojo
- Mauser Kar 98k[9]
- Carcano M91[10]

#### Carabinas y fusiles de asalto
- SKS
- Carabina M4
- FN FAL[11]
- Heckler & Koch G36
- AK-47 y las siguientes variantes: AKM, AK-63, AK-74, AK-103, Tipo 56, Zastava M70, AIM.[11]
- FN F2000[12]
- Fusil M14[13]

#### Fusiles de francotirador
- Dragunov SVD

#### Ametralladoras

##### Ligeras/Medias
- RPK
- RPD
- RP-46
- PK
- PKT
- FN MAG

##### Ametralladoras pesadas
Todas usadas principalmente montadas sobre afustes improvisados en camionetas y algunos camiones
- DShK[14]
- KPV
- ZPU-1(usado en escaso número)
- ZPU-4 (una escasa cantidad usada sobre su afuste estándar de cuatro ruedas)

#### Cañones automáticos
- ZU-23-2

#### Lanzacohetes portátiles y granadas
- RPG-7
- Cañón sin retroceso Carl Gustav M2
- RPG Tipo 69
- Granada de mano F-1

##### Lanzacohetes pesados
Todos usados principalmente montados sobre afustes improvisados en camionetas y algunos camiones 
- Lanzadores UB-32 de cohetes S-5[15]
- Lanzacohetes múltiple Katyusha (fabricados en talleres clandestinos, construidos sobre la base de varios tubos lanzadores Grad-P)
- Lanzacohetes múltiple Tipo 63
- Cañón sin retroceso M40[14] (también montado en jeeps)

#### Misiles antitanque
- 9K11 Malyutka
- MILAN[16]

#### Misiles antiaéreos
- Lanzamisiles 9K32 Strela-2

### Vehículos

#### Tanques
- T-55[14]
- T-72[17]
- T-62

#### Vehículos de combate de infantería
- BMP-1
- BMP-2

#### Otros
- Lanzacohetes múltiple autopropulsado BM-21 Grad
- Vehículos artillados (armados con diversos tipos de armas: ametralladoras, lanzacohetes, etc.)

### Aeronaves

#### Aviones
- Mikoyan-Gurevich MiG-23, caza (uno derribado por fuego amigo sobre Bengasi).
- Soko G-2, ataque a tierra.

#### Helicópteros
- Mil Mi-2, utilitario.[18]
- Mil Mi-14, antisubmarino.[19]
- Mil Mi-24, ataque y asalto.[20][21]

### Buques
- 1 Fragata clase Koni[22]
  - 212 Al-Hani[23]
- 1 Corbeta clase Nanuchka
  - 416 Tariq Ibn Ziyaad